# Тімі Макс Елшнік
Тімі Макс Елшнік (словен. Timi Max Elšnik, нар. 29 квітня 1998, Птуй, Словенія) — словенський футболіст, півзахисник «Црвени Звезди» та національної збірної Словенії.

## Ігрова кар'єра

### Клубна
Тімі Макс Елшнік починав займатися футболом в академії клубу «Алюміній». У 2015 році футболіст прийняв запрошення і перебрався до молодіжної команди англійського «Дербі Каунті». З 2016 року словенського півзахисника почали залучати до занять першої команди. Але пробитися до основи футболіст не зумів.
І влітку 2017 року був відправлений в оренду до клубу Другої ліги «Свіндон Таун», де він грав повний сезон. Новий сезон футболіст розпочав також в оренду у клубі Другої ліги «Менсфілд Таун», у складі якого грав до січня 2019 року. Другу половину сезону 2018/19 Елшнік провів в оренді у клубі «Нортгемптон Таун».
Після того, як не вдалося закріпитися в Англії, Елшнік повернувся до Словенії, де приєднався до столичної «Олімпії». З якою ставав чемпіоном Словенії та вигравав національний Кубок.

### Збірна
У 2015 році Елшнік у складі збірної Словенії (U-17) брав участь у Юнацький чемпіонат Європи з футболу (U-17) у Болгарії, де провів три матчі.
У 2021 році Елшнік зіграв у трьох поєдинках групового етапу домашнього молодіжного Євро.
У жовтні 2021 року у матчі відбору до чемпіонату світу 2022 року проти Мальти Тімі Макс Елшнік дебютував у національній збірній Словенії.

## Статистика виступів

### Статистика виступів за збірну
Станом на 1 липня 2024 року
| Дата       | Місто              | Господарі         | Результат               | Гості             | Турнір                               | Голи | Примітки |
| ---------- | ------------------ | ----------------- | ----------------------- | ----------------- | ------------------------------------ | ---- | -------- |
| 8-10-2021  | Мдіна              | Мальта            | 0 – 4                   | Словенія          | Відбір до ЧС 2022                    | -    | 82'      |
| 27-9-2022  | Стокгольм          | Швеція            | 1 – 1                   | Словенія          | Ліга націй УЄФА 2022-2023 - 1-й етап | -    | 71'      |
| 16-6-2023  | Гельсінкі          | Фінляндія         | 2 – 0                   | Словенія          | Відбір до ЧЄ 2024                    | -    | 79'      |
| 19-6-2023  | Любляна            | Словенія          | 1 – 1                   | Данія             | Відбір до ЧЄ 2024                    | -    |          |
| 7-9-2023   | Любляна            | Словенія          | 4 – 2                   | Північна Ірландія | Відбір до ЧЄ 2024                    | -    | 90'      |
| 10-9-2023  | Серравалле         | Сан-Марино        | 0 – 4                   | Словенія          | Відбір до ЧЄ 2024                    | -    | 72'      |
| 14-10-2023 | Любляна            | Словенія          | 3 – 0                   | Фінляндія         | Відбір до ЧЄ 2024                    | -    |          |
| 17-10-2023 | Белфаст            | Північна Ірландія | 0 – 1                   | Словенія          | Відбір до ЧЄ 2024                    | -    | 37'      |
| 17-11-2023 | Копенгаген         | Данія             | 2 – 1                   | Словенія          | Відбір до ЧЄ 2024                    | -    | 32' 62'  |
| 20-11-2023 | Любляна            | Словенія          | 2 – 1                   | Казахстан         | Відбір до ЧЄ 2024                    | -    |          |
| 20-1-2024  | Сан-Антоніо        | США               | 0 – 1                   | Словенія          | товариський матч                     | -    |          |
| 21-3-2024  | Мдіна              | Мальта            | 2 – 2                   | Словенія          | товариський матч                     | -    | 62'      |
| 26-3-2024  | Любляна            | Словенія          | 2 – 0                   | Португалія        | товариський матч                     | 1    |          |
| 4-6-2024   | Любляна            | Словенія          | 2 – 1                   | Вірменія          | товариський матч                     | -    | 59'      |
| 8-6-2024   | Любляна            | Словенія          | 1 – 1                   | Болгарія          | товариський матч                     | -    |          |
| 16-6-2024  | Штутгарт           | Словенія          | 1 – 1                   | Данія             | ЧЄ 2024 - груповий етап              | -    | 76'      |
| 20-6-2024  | Мюнхен             | Словенія          | 1 – 1                   | Сербія            | ЧЄ 2024 - груповий етап              | -    | 90+1'    |
| 25-6-2024  | Кельн              | Англія            | 0 – 0                   | Словенія          | ЧЄ 2024 - груповий етап              | -    |          |
| 1-7-2024   | Франкфурт-на-Майні | Португалія        | 0 – 0 д.ч. (3 – 0 п.п.) | Словенія          | ЧЄ 2024 - 1/8 фіналу                 | -    | 106'     |
| Усього     |                    | Матчів            | 19                      |                   | Голів                                | 1    |          |

## Титули
Олімпія
 Чемпіон Словенії: 2022/23
 Переможець Кубка Словенії (2): 2020/21, 2022/23
Црвена Звезда
 Чемпіон Сербії: 2024/25
 Переможець Кубка Сербії: 2024/25